# Ионеску, Флорин
Флорин Паул Ионеску (рум. Florin Paul Ionescu; род. 3 февраля 1971, Яссы) — румынский легкоатлет, специалист по стипльчезу. Выступал за сборную Румынии по лёгкой атлетике в 1990-х годах, чемпион Балкан, многократный победитель и призёр первенств национального значения, действующий рекордсмен страны, участник двух летних Олимпийских игр.

## Биография
Флорин Ионеску родился 3 февраля 1971 года в городе Яссы, Румыния.
Впервые заявил о себе в лёгкой атлетике на международном уровне в сезоне 1990 года, когда вошёл в состав румынской национальной сборной и выступил на юниорском мировом первенстве в Пловдиве, где в зачёте бега на 3000 метров с препятствиями закрыл десятку сильнейших.
В 1994 году занял 184-е место на чемпионате мира по кроссу в Будапеште.
В 1995 году в стипльчезе стал шестым на чемпионате мира в Гётеборге.
Благодаря череде удачных выступлений удостоился права защищать честь страны на летних Олимпийских играх 1996 года в Атланте, где в программе стипльчеза сумел дойти до стадии полуфиналов.
В 1997 году занял 12-е место на чемпионате мира в Афинах.
В 1999 году показал 58-й результат в коротком забеге на кроссовом чемпионате мира в Белфасте. На чемпионате мира в Севилье на предварительном квалификационном этапе бега на 3000 метров с препятствиями установил ныне действующий национальный рекорд Румынии — 8:13.26, тогда как в решающем финальном забеге финишировал восьмым.
Принимал участие в Олимпийских играх 2000 года в Сиднее, здесь в стипльчезе в финал не вышел.
Завершил спортивную карьеру по окончании сезона 2002 года.